# Ото Щерн
Ото Щерн (на немски: Otto Stern) е физик от германски произход, натурализиран американец. През 1943 г. е удостоен с Нобелова награда за физика заради експериментите и откритията си в областта на магнитните свойства на атома и „за принос в развитието на метода на молекулярните снопове и откритието и измерването на магнитния момент на протона“.

## Избрана библиография
- Horst Schmidt-Böcking, Karin Reich, Alan Templeton, Wolfgang Trageser, Volkmar Vill (Hrsg.): Otto Sterns Veröffentlichungen. 5 Bände, Springer Spektrum 2016.
- Horst Schmidt-Böcking, Alan Templeton, Wolfgang Trageser: Otto Sterns Gesammelte Briefe. Band 1, Springer Spektrum 2018.
- Eine direkte Messung der thermischen Molekulargeschwindigkeit. In: Zeitschrift für Physik. Band 2, 1920, S. 49–56.
- Ein Weg zur experimentellen Richtungsquantelung im Magnetfeld. In: Zeitschrift für Physik. Band 7, 1921, S. 249–253.
- mit W. Gerlach: Der experimentelle Nachweis des magnetischen Moments des Silberatoms. In: Zeitschrift für Physik. Band 8, 1921, S. 110–111.
- mit W. Gerlach: Der experimentelle Nachweis der Richtungsquantelung im Magnetfeld. In: Zeitschrift für Physik. Band 9, 1922, S. 349–352.
- mit W. Gerlach: Das magnetische Moment des Silberatoms. In: Zeitschrift für Physik. Band 9, 1922, S. 353–355.